# Секст Квінтілій Максим
Секст Квінтілій Максим (лат. Sextus Quintilius Maximus; ? — 182) — державний та військовий діяч Римської імперії, консул 172 року.

## Життєпис
Походив з роду Квінтіліїв з Александрії Троади. Син Секста Квінтілія Кондіана, консула 151 року. 
Завдяки родинним зв'язкам зробив чудову кар'єру. У 172 році став консулом разом з Сервієм Сципіоном Орфітом. У 175 році узяв активну участь у поході Марка Аврелія за Дунай, де звитяжно воював проти маркоманів і квадів. З 178 року призначено імперським легатом—пропретором провінції Верхня Паннонія.
Втім після смерті Марка Аврелія у 180 році зазнав утисків. Зрештою за наказом імператора Коммода у 182 році страчений разом із батьком.